# Ligne de Clamecy à Gilly-sur-Loire
La ligne de Clamecy à Gilly-sur-Loire est une ligne ferroviaire française à écartement standard,  non électrifiée, qui reliait les gares de Clamecy et de Gilly-sur-Loire, en passant par Cercy-la-Tour.
Elle est actuellement ouverte au service voyageurs de Clamecy à Corbigny, au fret uniquement de Corbigny à Cercy-la-Tour. La section entre Cercy-la-Tour et Gilly-sur-Loire a été déferrée.
Elle constitue la ligne no 762 000 du réseau ferré national.

## Histoire
La ligne d'Auxerre à Nevers et à Cercy-la-Tour a été concédée à la Compagnie des chemins de fer de Paris à Lyon et à la Méditerranée (PLM) par une convention entre le ministre secrétaire d'État au département de l'Agriculture, du Commerce et des Travaux publics et la compagnie signée le 1er mai 1863. Cette convention a été approuvée par un décret impérial le 11 juin 1863.
La section entre Cercy-la-Tour et Gilly-sur-Loire est déclarée d'utilité publique sans être concédée par un décret impérial le 19 juin 1868. Elle est concédée à la Compagnie des chemins de fer de Paris à Lyon et à la Méditerranée par une convention entre le ministre des Travaux publics et la compagnie signée le 3 juillet 1875. Cette convention a été approuvée à la même date par une loi qui déclare simultanément la ligne d'utilité publique.

## Voie verte
Une voie verte est aménagée de Gilly-sur-Loire à Bourbon-Lancy (12 km).

## Galerie

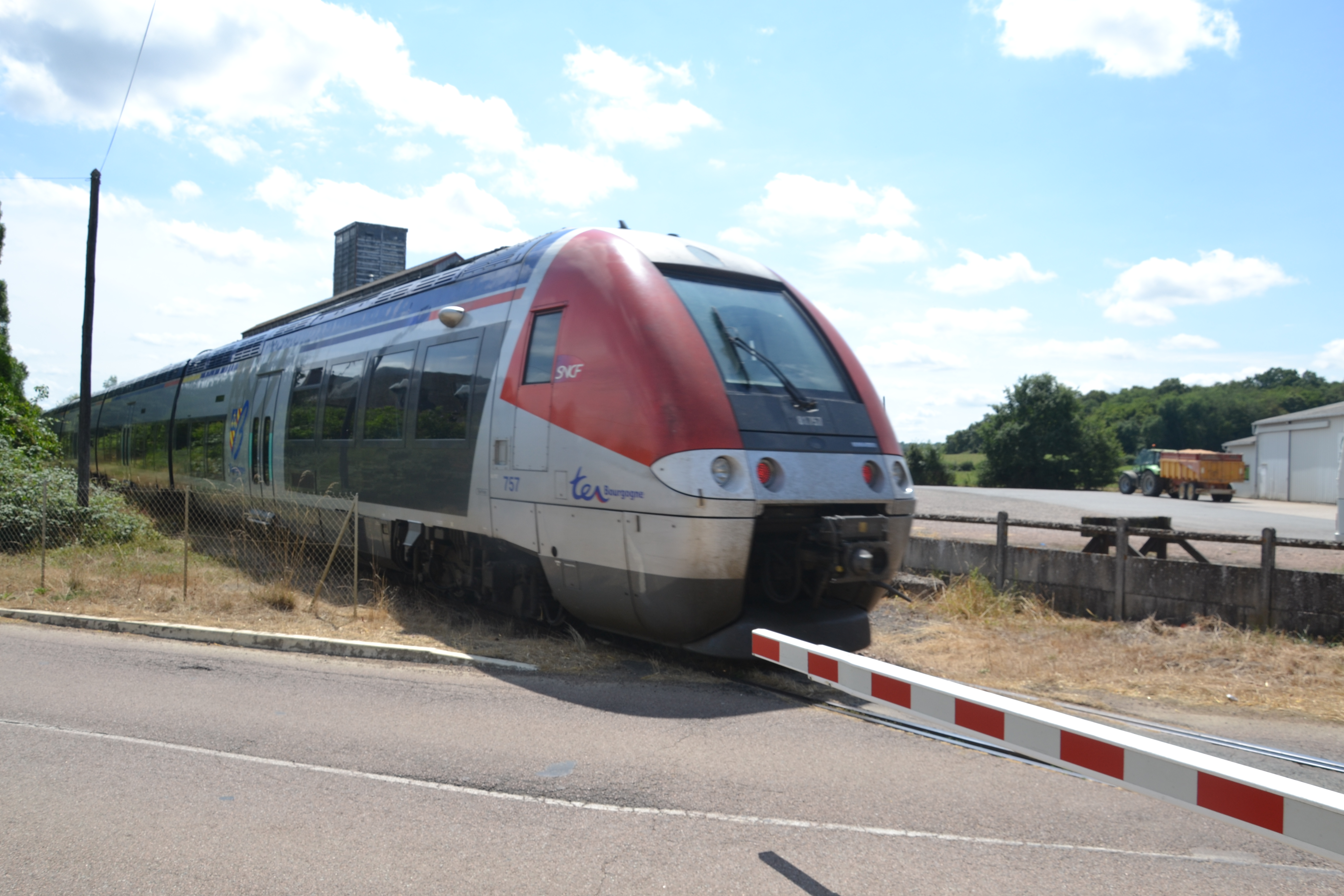
Un B 81500 au passage à niveau de Flez-Cuzy - Tannay.
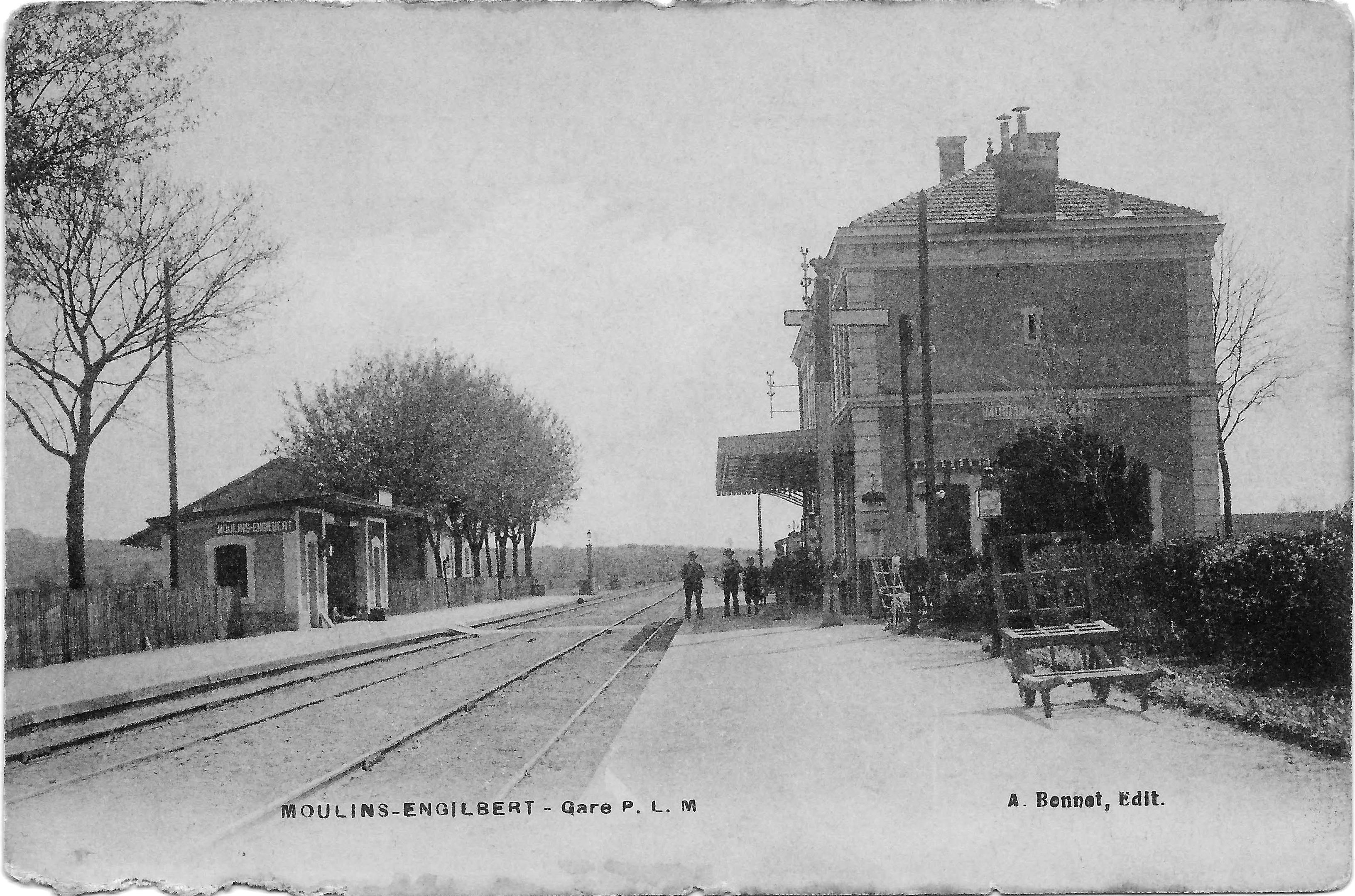
L'ancienne gare de Moulins-Engilbert, située dans la commune de Limanton.
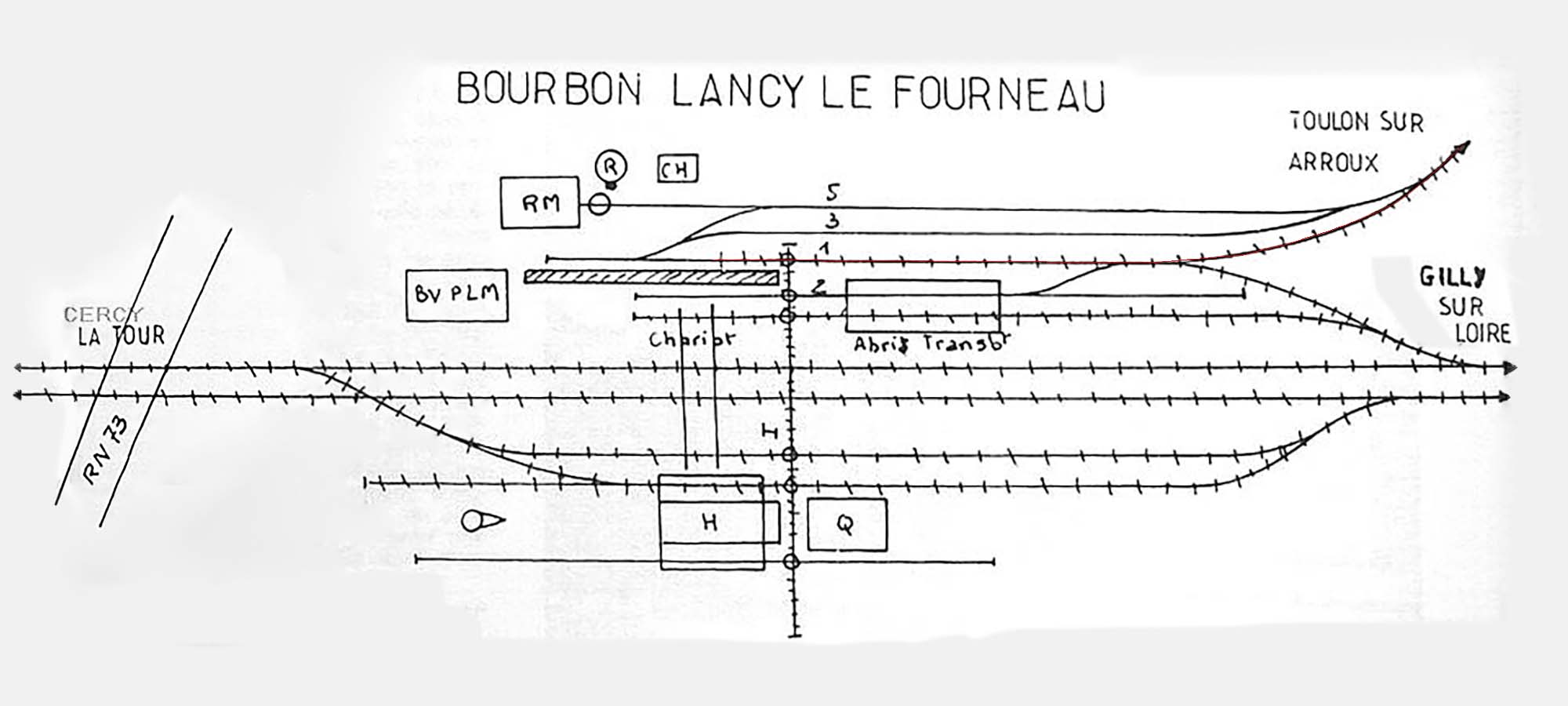
Schéma de la gare de Bourbon-Lancy - Le Fourneau.